# Gymnometriocnemus
Gymnometriocnemus is een muggengeslacht uit de familie van de Dansmuggen (Chironomidae).

## Soorten
- G. brevitarsis (Edwards, 1929)
- G. brumalis (Edwards, 1929)
- G. subnudus (Edwards, 1929)
- G. terrestris Krueger, Thienemann & Goetghebuer, 1941
- G. volitans (Goetghebuer, 1940)